# Jean-Marie Delwart
Jean-Marie Delwart (Bordeaux, 30 mei 1940) is een Belgisch ondernemer.

## Levensloop
Jean-Marie Delwart is een achterkleinzoon van een zus van Ernest Solvay, een neef van ondernemer Jean-Pierre Delwart en een achterneef van politica Valentine Delwart. Hij werd geboren in Bordeaux tijdens de Tweede Wereldoorlog en studeerde thomistische wijsbegeerte aan het seminarie, natuurkunde en scheikunde aan de Katholieke Universiteit Leuven en biologie in Parijs, waar zijn pad dat van Jacques Monod kruiste. In de tweede helft van de jaren 1960 ondernam hij buitenlandse taalreizen, onder meer naar de Verenigde Staten. Hij werkte in de glasvezelsector bij Owens-Corning Fiberglas van 1966 tot 1969 en vervolgens korte tijd bij Citibank en een elektrotechnisch bedrijf in Grenoble.
In 1970 ging hij als onderzoeker bij Floridienne aan de slag. Hij werd er hoofdaandeelhouder en in 1981 voorzitter-directeur-generaal. Met de sluiting van de metallurgische fabrieken was een grondige herstructurering noodzakelijk. Onder zijn leiding werd Floridienne tot een holdingmaatschappij gespecialiseerd in chemicaliën omgevormd en dankzij een tussenkomst van de SRIW aan een faillissement ontsnapte. Verder werd hij voorzitter van investeringsmaatschappij Hoccinvest, die vanaf 1988 een aantal industriële initiatieven ondersteunde. Gaandeweg ontwikkelde Floridienne, gevestigd in Waterloo, activiteiten in vier specifieke domeinen: chemie, voeding, biologie en beursinvesteringen. De holding nam op Europees en wereldwijd vlak een leidende posities in marktniches en nichemarkten en groeide uit tot een cluster van een dertigtal bedrijven actief in de batterijrecyclagesector, technologieën voor natuurlijke landbouwproducten, luxevoedingsproducten zoals slakken, sint-jakobsschelpen, gerookte zalm, parafarmaceutica, cosmetica en gezondheidszorg.
Delwart richtte in 1989 in Louvain-la-Neuve de Fondation Jean-Marie Delwart pour la Recherche en Communication biochimique et l'Évolution des Plantes, des Animaux et de l'Homme op, die onderzoek deed naar de biochemische communicatie van planten en dieren. In 2004 kocht hij het kasteel van Argenteuil en het bijhorende domein van 140 ha van de Belgische staat voor 7,8 miljoen euro. Tot 2002 woonde Lilian Baels, de tweede vrouw van koning Leopold III er. De Russische president Vladimir Poetin zou een hoger bod hebben gedaan. De Belgische staat zou druk op Delwart hebben uitgeoefend om tot verkoop over te gaan, maar zover kwam het niet. Ook de Libische leider Moammar al-Qadhafi had interesse om het domein te kopen. In het kasteel bracht hij het eerste particuliere ethologiecentrum ter wereld onder, waar onderzoekers het gedrag van mensen en planten bestuderen. In 2019 stelde hij het pand te koop, maar hij kreeg geen geschikt bod.
In juni 2004 volgde Philippe Bodson hem als voorzitter van Floridienne op. Binnen de holding waren er immers spanningen tussen Delwart en de aandeelhoudersfamilie Waucquez. Tot juni 2007 had hij nog controle op de sectoren biologie en beursinvesteringen van de groep, maar in juni 2007 verwierf de familie Waucquez een deel van de aandelen van de holding Compagnie du Bois Sauvage, waardoor de familie Waucquez 33,2% van Floridienne in handen kreeg, meer dan Delwart, die 22% controleerde. In september dat jaar besloot hij echter zijn aandelen in te verkopen aan de Franse zakenman Joël Picard, die zijn belang in de bedrijf van 5% naar 36% verhoogde. De familie Waucquez betwistte de verkoop en beweerde een voorkooprecht te hebben. In juni 2008 beval een vonnis Picard om zijn aandelen aan de groep Beluflo van de familie Waucquez te verkopen, die vervolgens 70% van het kapitaal bezat. In juni 2008 verliet hij Floridienne.
Delwart hield zich nadien bezig met Biotech, een holdingmaatschappij die zich toelegt op de biochemie van het reukzin, en het laboratorium Chemcom. Hij verblijft grotendeels op het Schotse eiland Skye.